# 鈴木竜馬
鈴木 竜馬（すずき りょうま、1969年7月 - ）は、日本の音楽プロデューサー。レコードレーベルunBORDEのレーベル代表、ワーナーミュージック・ジャパン（WMJ）執行役員、株式会社CENTRO代表取締役CEO。東京都出身。

## 人物
革新的なアーティストを輩出するunBORDEのレーベルヘッドとして、これまでに「きゃりーぱみゅぱみゅ」「ゲスの極み乙女。」「高橋優」「WANIMA」「あいみょん」など、数多くのアーティストをプロデュースして成功に導いてきた。
また現場のA&Rとして携わってきた「RIP SLYME」や「BONNIE PINK」とは15年以上の付き合いとなる。

## 経歴
- 1993年4月にソニー・クリエイティブプロダクツ（SCP）に入社、キャラクター・マーチャンダイジングを中心に、根本的なビジネススキームを学ぶ。
- 1997年3月、SPEビジュアルワークス（現・アニプレックス）へ転籍。松本大洋の作品をアニメーションにして海外に持っていきたいという思いだけで『花男』『鉄コン筋クリート』の企画書を作成する[4]。同年6月、SMEグループを離れる。退社後は東南アジアから欧米まで世界各国を旅しながら東京と海外とを行き来するノマドワーキングな生活を送る[4]。
- 1999年にWMJに入社。営業本部に配属され、RIP SLYMEのデビュープロジェクトから山下達郎や竹内まりや等の販売促進まで様々なプロジェクトに携わる[4]。
- 2004年よりRIP SLYMEのA&Rを担当[5]。ナショナル・クライアントとのタイアップを獲得し、様々なクリエイターとのコラボレーションによる新たなアーティストのプロモーションスタイルを構築[4]。
- 2005年よりBONNIE PINKのA&Rを担当[5]。映画「嫌われ松子の一生」や資生堂「ANESSA」のタイアップなどにより、「デビュー10周年プロジェクト」を成功に導く[4]。
- 2009年2月、プロモーション本部に異動。部長としてプロモーションに従事、邦楽・洋楽の様々なアーティストのプロモーションやタイアップに携わる[4]。
- 2010年12月、WMJ社内に新レーベルunBORDEを発足させ、レーベル・ヘッドに就任（WMJ第1制作本部本部長と兼任）。きゃりーぱみゅぱみゅのプロデュースなど、レーベルの陣頭指揮を執る[4]。
- 2014年11月1日付でWMJ執行役員に就任[5]。
- 2017年10月、新たに設立された360度ビジネス[注 2]の会社CENTROの代表取締役に就任（WMJ執行役員、unBORDEの代表と兼任）。